# (6475) Refugium
(6475) Refugium (1987 SZ6) – planetoida z pasa głównego asteroid okrążająca Słońce w ciągu 5,56 lat w średniej odległości 3,14 j.a. Odkryta 29 września 1987 roku.